# Carl Fontana
Carl Charles Fontana (18. juli 1928 i Louisiana – 9. oktober 2003 i Las Vegas, Nevada, USA) var en amerikansk trombonist.
Fontana kom frem med Woody Herman´s orkester i (1951-1954). Spillede så hos Lionel Hampton, indtil han i 1955 blev medlem af Stan Kenton´s big band.
Han indspillede også duo plader med instrument kollegaerne Kai Winding og Bill Watrous.
Fontana flyttede i 1958 til Las Vegas, hvor han spillede med bl.a. Sammy Davis Jr., Louis Bellson,Paul Anka,Tony Bennett,Supersax og Benny Goodman.
Han indspillede så i 1975 sin første plade som leder sammen med trommeslageren Jake Hanna, som han spillede med resten af sit liv.